# Tiệm cận (giải tích)
Trong giải tích toán học, tiệm cận là một thuật ngữ mô tả các hành vi tại vô cùng.
Ví dụ, giả sử ta quan tâm đến thuộc tính của hàm f(n) khi n rất lớn. Nếu f(n) = n2 + 3n, thì khi n rất lớn, số hạng 3n trở nên không đáng kể so với n2. Hàm f(n) được gọi là "tương đương tiệm cận với n2, khi n → ∞ ". Kí hiệu f(n) ~ n2, cũng đọc là " f(n) tiệm cận đến n2 ".
Một kết quả tiệm cận quan trọng trong toán học là định lý phân bố số nguyên tố. Gọi π(x) là hàm đếm số nguyên tố (không liên quan trực tiếp đến hằng số pi), tức là π(x) là số lượng số nguyên tố nhỏ hơn hoặc bằng x. Định lý phát biểu rằng
{\displaystyle \pi (x)\sim {\frac {x}{\ln x}}.}
khi {\displaystyle x\to \infty }.

## Định nghĩa
Cho trước các hàm f(x) và g(x), ta xác định mối quan hệ
{\displaystyle f(x)\sim g(x)\quad ({\text{khi }}x\to \infty )}
nếu và chỉ nếu
{\displaystyle \lim _{x\to \infty }{\frac {f(x)}{g(x)}}=1.}
Miền xác định của f và g có thể là bất kỳ tập hợp nào được sao cho giới hạn được xác định: ví dụ như tập số thực, tập số phức, tập số nguyên dương.
Ký hiệu tương tự cũng được sử dụng tại các vị trí giới hạn khác (khác vô cùng): ví dụ x → 0, x ↓ 0, |x| → 0. Giới hạn nói chung là ngầm hiểu từ hoàn cảnh.
Trong trường hợp g(x) tiến tới 0 tại giới hạn, ta có một định nghĩa thay thế, sử dụng kí hiệu O nhỏ:
{\displaystyle f(x)-g(x)=o(g(x)).}